# Генератор постмодернізму
Генератор постмодернізму — комп'ютерна програма, яка автоматично імітує постмодерністське письмо. Її написав 1996 року Ендрю С. Булгак з Університету Монаша, використовуючи систему для генерації випадкового тексту з рекурсивних граматик під назвою Dada Engine. Безкоштовна версія розміщена в інтернеті. Есе виготовляються за допомогою формальної граматики, яка визначається рекурсивною мережею переходів. Нассім Ніколас Талеб писав про «генератори Монте-Карло» у своїй книзі 2001 року «Ошукані випадковістю», як про реальний приклад зворотного тесту Тюринга: людину можна вважати нерозумною, якщо написане нею не можна відрізнити від тексту, згенерованого автоматично. Про генератор згадує біолог Річард Докінз у висновку до статті «Постмодернізм викрили» (1998) для наукового журналу «Nature», яку він потім передрукував у своїй книзі «Священик диявола» (2004).